# Nephrotoma delegorguei
Nephrotoma delegorguei är en tvåvingeart som först beskrevs av Pierre Justin Marie Macquart 1846.
Nephrotoma delegorguei ingår i släktet Nephrotoma och familjen storharkrankar. Inga underarter finns listade i Catalogue of Life.